# Oberbürgermeisterwahl in Frankfurt am Main 2023
Die Oberbürgermeisterwahl in Frankfurt am Main 2023 fand am 5. März 2023 statt. Da kein Kandidat die absolute Mehrheit erhielt, erfolgte am 26. März eine Stichwahl zwischen den beiden stimmenstärksten Bewerbern, Uwe Becker (CDU) und Mike Josef (SPD). In der Stichwahl wurde Mike Josef mit 51,7 Prozent der Stimmen gewählt.
Die Wahl war wegen der Abwahl von Peter Feldmann um ca. ein Jahr vorgezogen worden.

## Ausgangslage
Amtsinhaber war Peter Feldmann (SPD), der sich 2018 in einer Stichwahl gegen Bernadette Weyland (CDU) durchsetzen konnte. Seit dessen Abwahl im November 2022 war Nargess Eskandari-Grünberg (Grüne) kommissarische Oberbürgermeisterin. Seit den Kommunalwahlen in Hessen 2021 regiert in Frankfurt am Main ein Viererbündnis aus Grünen, SPD, FDP und Volt.

## Kandidaten
Zur Oberbürgermeisterwahl traten mit zwanzig Kandidaten so viele wie noch nie zuvor an.
| Name                                     | Partei                 | Beruf                    |
| ---------------------------------------- | ---------------------- | ------------------------ |
| Parteien der Stadtverordnetenversammlung |                        |                          |
| Manuela Rottmann                         | Grüne                  | Juristin                 |
| Uwe Becker                               | CDU                    | Staatssekretär           |
| Mike Josef                               | SPD                    | Stadtrat                 |
| Daniela Mehler-Würzbach                  | Linke                  | Referentin               |
| Yanki Pürsün                             | FDP                    | Landtagsabgeordneter     |
| Andreas Lobenstein                       | AfD                    | Bankangestellter         |
| Mathias Pfeiffer                         | BFF                    | Handelsfachwirt (IHK)    |
| Katharina Tanczos                        | Die PARTEI             | Hörgeräte-Akustikerin    |
| Tilo Schwichtenberg                      | Gartenpartei           | Selbstständig            |
| Weitere Parteien                         |                        |                          |
| Yamòs Camara                             | Freie Partei Frankfurt | Bürokaufmann             |
| Khurrem Akhtar                           | Team Todenhöfer        | Unternehmer              |
| Frank Großenbach                         | dieBasis               | Rechtsanwalt             |
| Einzelbewerber                           |                        |                          |
| Peter Wirth                              | unabhängig             | Straßenbahnfahrer        |
| Niklas Pauli                             | unabhängig             | Elektrotechniker-Meister |
| Sven Junghans                            | unabhängig             | Selbstständig            |
| Feng Xu                                  | unabhängig             | Speditionskaufmann       |
| Maja Wolff                               | unabhängig             | Kulturschaffende         |
| Peter Pawelski                           | unabhängig             | Direktor                 |
| Karl-Maria Schulte                       | unabhängig             | Zukunftsgestalter        |
| Markus Eulig                             | unabhängig             | Journalist               |

## Wahlkampfkosten
Das Wahlkampfbudget von Uwe Becker (CDU) lag in der Hauptwahl bei 230.000 Euro, das von Mike Josef (SPD) bei 250.000 Euro und das von Manuela Rottmann (Grüne) bei 280.000 Euro. Für die Stichwahl investierte Uwe Becker zusätzlich rund 110.000 Euro und Mike Josef rund 95.000 Euro.

### Ausgaben für Werbung auf Facebook und Instagram
Die Kandidaten, der sechs größten Parteien aus der Stadtverordnetenversammlung, haben im Rahmen des Wahlkampfes unterschiedlich viel für politische Werbeanzeigen auf Facebook und Instagram ausgegeben.
| Kandidat                | Partei | Ausgaben Hauptwahl 23.01.2023 – 05.03.2023 | Ausgaben Stichwahl 06.03.2023 – 26.03.2023 |
| ----------------------- | ------ | ------------------------------------------ | ------------------------------------------ |
| Mike Josef              | SPD    | 27.380 €                                   | 23.535 €                                   |
| Uwe Becker              | CDU    | 3.316 €                                    | 7.097 €                                    |
| Manuela Rottmann        | Grüne  | 8.087 €                                    | n/a                                        |
| Yanki Pürsün            | FDP    | 2.283 €                                    | n/a                                        |
| Andreas Lobenstein      | AfD    | 390 €                                      | n/a                                        |
| Daniela Mehler-Würzbach | Linke  | 118 €                                      | n/a                                        |

In der Hauptwahl wie auch in der Stichwahl hat die SPD mit ihrem Kandidaten Mike Josef mit in Summe ca. 50.000 € mehr als alle anderen Kandidaten zusammen in Werbeanzeigen auf Facebook und Instagram investiert.

## Umfragen
| Institut | Datum      | Mike Josef (SPD) | Uwe Becker (CDU) | Manuela Rottmann (Grüne) | Yanki Pürsün (FDP) | Sonst. |
| -------- | ---------- | ---------------- | ---------------- | ------------------------ | ------------------ | ------ |
| INSA     | 01.03.2023 | 32,2 %           | 32,8 %           | 18,9 %                   | 8,8 %              | 7,3 %  |

## Ergebnisse

### Erster Wahlgang
| Name                    | Partei                 | Stimmen | Prozent |
| ----------------------- | ---------------------- | ------- | ------- |
| Amtliches Endergebnis   |                        |         |         |
| Uwe Becker              | CDU                    | 70.411  | 34,5    |
| Mike Josef              | SPD                    | 49.033  | 24,0    |
| Manuela Rottmann        | Grüne                  | 43.502  | 21,3    |
| Peter Wirth             | unabhängig             | 10.397  | 5,1     |
| Daniela Mehler-Würzbach | Linke                  | 7.356   | 3,6     |
| Maja Wolff              | unabhängig             | 6.014   | 2,9     |
| Yanki Pürsün            | FDP                    | 5.768   | 2,8     |
| Andreas Lobenstein      | AfD                    | 4.628   | 2,3     |
| Mathias Pfeiffer        | BFF                    | 1.565   | 0,8     |
| Katharina Tanczos       | Die PARTEI             | 1.175   | 0,6     |
| Khurrem Akhtar          | Team Todenhöfer        | 858     | 0,4     |
| Frank Großenbach        | dieBasis               | 744     | 0,4     |
| Tilo Schwichtenberg     | Gartenpartei           | 661     | 0,3     |
| Sven Junghans           | unabhängig             | 574     | 0,3     |
| Yamòs Camara            | Freie Partei Frankfurt | 487     | 0,2     |
| Niklas Pauli            | unabhängig             | 340     | 0,2     |
| Peter Pawelski          | unabhängig             | 325     | 0,2     |
| Feng Xu                 | unabhängig             | 199     | 0,1     |
| Karl-Maria Schulte      | unabhängig             | 158     | 0,1     |
| Markus Eulig            | unabhängig             | 102     | 0,0     |
| Wahlberechtigte         | Wahlberechtigte        | 508.510 | 508.510 |
| Abgegebene Stimmen      | Abgegebene Stimmen     | 205.219 | 40,4    |
| Gültige Stimmen         | Gültige Stimmen        | 204.298 | 99,6    |
| Ungültige Stimmen       | Ungültige Stimmen      | 921     | 0,4     |

### Zweiter Wahlgang
| Name                  | Partei             | Stimmen | Prozent |
| --------------------- | ------------------ | ------- | ------- |
| Amtliches Endergebnis |                    |         |         |
| Uwe Becker            | CDU                | 86.307  | 48,3    |
| Mike Josef            | SPD                | 92.371  | 51,7    |
| Wahlberechtigte       | Wahlberechtigte    | 510.336 | 510.336 |
| Abgegebene Stimmen    | Abgegebene Stimmen | 180.432 | 35,4    |
| Gültige Stimmen       | Gültige Stimmen    | 178.678 | 99,0    |
| Ungültige Stimmen     | Ungültige Stimmen  | 1.754   | 1,0     |